# شهرستان آدامز (واشینگتن)
شهرستان آدامز، واشینگتن (به انگلیسی: Adams County, Washington) یک ایالت در ایالات متحده آمریکا است که در ایالت واشینگتن واقع شده‌است، از سرشماری سال ۲۰۱۰ این شهرستان ۱۸٬۷۲۸ نفر جمعیت داشته‌است. این شهرستان در ۲۸ نوامبر ۱۸۸۳ تأسیس شده‌است.

## خصوصیات
شهرستان آدامز ۴٬۹۹۸٫۷ کیلومترمربع مساحت دارد.